# Фортеця Троски
Фортеця Троски знаходиться поблизу Ровенсько-під-Тросками в північній Чехії, між Турновом і Їчином. Силует фортеці є символом заповідника Чеський рай.

## Історія
Побудована між двома базальтовими виступами-неками фортеця в 1396 р. вперше згадана як володіння Ченека Вартенберзького. Після смерті Ченека в 1399 р. вона потрапляє до чеського короля Вацлава IV. Той продає фортецю Оттону Берговському.
У 1428 р. фортецю руйнує пожежа. У 1648 р. її руйнують шведи. Назва Троски (чеське слово для руїни) вона вочевидь одержує вже після цих подій. Олександр фон Гумбольдт назвав фортецю Восьмим чудом світу.
У замку відбуваються деякі події твору Анджея Сапковського «Божі Воїни» (друга книга «гуситської трилогії»).